# Episodi di Zorro (serie televisiva 1990) (prima stagione)
La prima stagione di Zorro andò in onda dal 5 gennaio al 25 maggio 1990.
| nº | Titolo originale           | Titolo italiano                             | Prima TV USA     | Prima TV Italia |
| -- | -------------------------- | ------------------------------------------- | ---------------- | --------------- |
| 1  | Dead Men Tell No Tales     | Un morto che parla!                         | 5 gennaio 1990   |                 |
| 2  | Deceptive Heart            | La vedova                                   | 12 gennaio 1990  |                 |
| 3  | Water                      | La sorgente                                 | 19 gennaio 1990  |                 |
| 4  | Double Entendre            | L'impostore                                 | 26 gennaio 1990  |                 |
| 5  | The Best Man               | Amore a prima vista                         | 2 febbraio 1990  |                 |
| 6  | The Sure Thing             | La scommessa                                | 9 febbraio 1990  |                 |
| 7  | Zorro's Other Woman        | Un tesoro di bambina                        | 16 febbraio 1990 |                 |
| 8  | The Legend Begins (1)      | La leggenda comincia: la lama di Toledo     | 17 febbraio 1990 |                 |
| 9  | The Legend Begins (2)      | La leggenda comincia: la volpe              | 17 febbraio 1990 |                 |
| 10 | The Legend Begins (3)      | La leggenda comincia: Tornado               | 17 febbraio 1990 |                 |
| 11 | The Legend Begins (4)      | La leggenda comincia: un funerale per Zorro | 17 febbraio 1990 |                 |
| 12 | Pride of the Pueblo        | Mendoza, l'eroe del villaggio               | 23 febbraio 1990 |                 |
| 13 | Honor Thy Father           | La confessione di Zorro                     | 2 marzo 1990     |                 |
| 14 | The Magician               | Il mago                                     | 9 marzo 1990     |                 |
| 15 | A Deal with the Devil      | L'inviato del re                            | 16 marzo 1990    |                 |
| 16 | Whereabouts                | Giù la maschera, Zorro!                     | 23 marzo 1990    |                 |
| 17 | All That Glitters          | Un imbroglione imbrogliato                  | 30 marzo 1990    |                 |
| 18 | Child's Play               | Un cavallo per Miguel                       | 6 aprile 1990    |                 |
| 19 | A Wolf in Sheep's Clothing | L'abito non fa il monaco                    | 13 aprile 1990   |                 |
| 20 | Ghost Story                | Mendoza e il fantasma                       | 20 aprile 1990   |                 |
| 21 | The Bounty Hunters         | Caccia all'uomo                             | 27 aprile 1990   |                 |
| 22 | The Unhappy Medium         | Una medium imprevidente                     | 4 maggio 1990    |                 |
| 23 | An Explosive Situation     | Sogni proibiti                              | 11 maggio 1990   |                 |
| 24 | Family Business            | Addio, Felipe!                              | 18 maggio 1990   |                 |
| 25 | Palomarez Returns          | Il ritorno di Palomarez                     | 25 maggio 1990   |                 |

## Un morto che parla!
- Titolo originale: Dead Men Tell No Tales
- Diretto da: Ron Satlof
- Scritto da: Philip John Taylor

### Trama
Los Angeles, 1820. Nel cuore della notte, un viaggiatore di nome Morales prende alloggio nella locanda gestita da Victoria Escalante, ma all'alba viene ritrovato cadavere dalla stessa Victoria; la locandiera, sorpresa con un coltello in mano dal sergente Jaime Mendoza, viene accusata dell'omicidio e arrestata per ordine del perfido Luis Ramon, alcalde di Los Angeles. Don Diego de la Vega, figlio del ricco possidente don Alejandro e rientrato di recente alla hacienda del padre dopo un periodo di studi in Spagna, non crede alla colpevolezza di Victoria e decide di indagare; in segreto, infatti, Diego è l'inafferrabile giustiziere Zorro, uno spadaccino mascherato che combatte contro i soprusi dell'Alcalde, e l'unico a conoscere la verità è Felipe, un ragazzo muto e fedele servitore di Diego. Zorro s'introduce nell'ufficio di Ramon per controllare gli effetti personali di Morales e recupera la camicia dell'uomo. Esaminando il sangue rimasto sul tessuto, Diego scopre che esso è finto: Morales, infatti, è in realtà Ricardo Cortez, un attore amico di Ramon che ha inscenato la propria uccisione dietro richiesta dell'Alcalde come parte di una trappola per catturare Zorro. L'eroe smaschera l'inganno, scagionando Victoria, e l'Alcalde non può fare altro che accettare la sconfitta.
- Guest Star: Lloyd Batista (Ricardo Cortez/Morales).

## La vedova
- Titolo originale: Deceptive Heart
- Diretto da: Ron Satlof
- Scritto da: Bruce Lansbury

### Trama
Don Alejandro incontra finalmente Francisca de la Pena, una vedova con cui ha intrattenuto per anni una relazione epistolare senza mai conoscerla di persona. I de la Vega rimangono sbalorditi nello scoprire che la donna è molto più giovane di quanto lasciato intendere per lettera; Francisca confessa di aver ingannato Don Alejandro, ma assicura anche che i suoi sentimenti per lui sono reali e di aver mentito solo per saggiare la sincerità dell'uomo. Mendoza, intanto, è alle prese con Gomez, un bovaro che si diverte a portare scompiglio in paese con i suoi uomini; il sergente, di buon cuore ma tutt'altro che autorevole, non riesce ad imporsi e Zorro interviene per difendere Victoria dalle sgradite attenzioni del bovaro. Subito dopo, Zorro sorprende Francisca mentre s'intrattiene con un amante segreto: l'uomo è Ramirez, un giocatore d'azzardo appena giunto a Los Angeles. Diego affronta Francisca e la ragazza, messa alle strette, confessa di essere stata costretta da Ramirez a truffare Don Alejandro sostituendosi alla vera Francisca de la Pena, in realtà uccisa dallo stesso Ramirez. Diego, però, capisce che la donna ha mentito e cattura Ramirez, che viene condannato alla forca; la ragazza, pentita, si costituirà poco dopo. 
- Guest Star: Rosalind Bennett (Francisca de la Pena).
- Altri interpreti: Jose Conde Cid (Ramirez), José Yepes (Gomez).

## La sorgente
- Titolo originale: Water
- Diretto da: Michael Vejar
- Scritto da: Ron Friedman

### Trama
Una terribile siccità colpisce Los Angeles e l'Alcalde ne approfitta per tassare l'unica fontana presente in città, scatenando l'indignazione della popolazione; i de la Vega si schierano con la gente e Ramon è infine costretto a cedere. Mendoza, durante un inseguimento di Zorro, scopre per caso dell'acqua nelle terre dell'Alcalde; quest'ultimo coglie l'occasione per prosciugare la fontana cittadina e costringere la gente ad approvvigionarsi alla sua fonte, imponendo il pagamento di un pesante pedaggio. Don Diego, analizzando l'acqua dell'Alcalde, scopre che essa ha la stessa composizione di quella della fontana della città, capendo che Ramon ha deviato la sorgente; Zorro distrugge lo sbarramento, riportando l'acqua a Los Angeles. L'episodio si chiude con un improvviso temporale che mette fine all'arsura e ai piani dell'Alcalde.

## L'impostore
- Titolo originale: Double Entendre
- Diretto da: Ron Satlof
- Scritto da: Robert L. McCullough

### Trama
Un impostore travestito da Zorro devasta un accampamento pellerossa e l'Alcalde ne approfitta per sollevare la popolazione contro l'eroe. Nei giorni successivi, l'imbroglione continua a colpire Los Angeles; Diego sospetta che si tratti dell'ennesimo piano dell'Alcalde e, spiando Ramon, Zorro scopre che il doppione è un attore ingaggiato dall'Alcalde per far sloggiare gli indiani dalla loro terra, sotto cui si nasconde una ricchissima vena di rame. Zorro svela l'inganno e affronta l'impostore, ma quest'ultimo viene ucciso dall'Alcalde prima che possa rivelare la colpevolezza di Ramon.

## Amore a prima vista
- Titolo originale: The Best Man
- Diretto da: Ron Satlof
- Scritto da: Robert L. McCullough

### Trama
Rafael de la Vega, cugino di Diego, giunge in visita a Los Angeles assieme alla sua fidanzata, la giovane Marguerita de Madeira. La ragazza, di animo romantico e sognatore, s'invaghisce di Zorro dopo aver assistito all'ennesima prodezza dell'eroe ai danni dell'Alcalde e decide di rompere il fidanzamento con Rafael. Diego, con la complicità di Felipe, inscena un piccolo incidente per far apparire il cugino come un eroe agli occhi di Marguerita, ma l'espediente fallisce a causa dell'intromissione dell'Alcalde; quest'ultimo accusa Rafael di turbare la quiete pubblica e gli intima di lasciare la città in modo da esigere la riscossione di un'inesistente e salatissima tassa di viaggio. Una pattuglia comandata da Mendoza ferma dunque Rafael e Marguerita all'uscita della città, ma Rafael rifiuta di pagare e affronta i soldati con l'aiuto di Zorro, avendo la meglio. Rafael, a questo punto, sfida Zorro a duello per la mano di Marguerita e l'eroe si lascia sconfiggere di proposito; il giovane riconquista così il cuore di Marguerita.
- Guest Star: Benita Andre (Marguerita de Madeira), Pascal Feier (Rafael de la Vega).

## La scommessa
- Titolo originale: The Sure Thing
- Diretto da: Michael Vejar
- Scritto da: Robert L. McCullough

### Trama
Il giovane contadino José Maceas non riesce a pagare le tasse e intende racimolare la somma necessaria vincendo una corsa con il proprio stallone, Zeus. La gara è stata organizzata da un certo Herrera, un abile ma disonesto cavallerizzo appena giunto a Los Angeles; José, ignaro della pessima fama dell'uomo, sfida Herrera sotto gli occhi di tutti, ma viene sconfitto. L'Alcalde, che aveva scommesso sulla vittoria del ragazzo, punisce José confiscandogli Zeus. Diego scopre che Zeus è stato drogato da Herrera, ma non ha modo di dimostrarlo; nei panni di Zorro, allora, propone all'Alcalde di fargli riavere i soldi perduti, che in realtà erano fondi governativi, gareggiando contro Herrera in cambio di una temporanea sospensione delle ostilità. Zorro, in sella al fedele stallone Tornado, vince la gara e fa arrestare Herrera, che aveva cercato di fuggire con il denaro.
- Guest Star: Benito Martinez (José Maceas), Louis Hilyer (Herrera).

## Un tesoro di bambina
- Titolo originale: Zorro's Other Woman
- Diretto da: Michael Vejar
- Scritto da: Gregg O'Neill

### Trama
Zorro interviene per mettere in fuga due banditi che hanno assaltato un carro e salva una neonata, che poi affida a Victoria in attesa di ritrovarne i genitori. La bambina è figlia di una coppia di immigrati russi che offre una grossa somma come ricompensa a chiunque riuscirà a salvarla; l'Alcalde decide allora di inscenare il rapimento della bimba da parte di Zorro, in modo da pretendere una cifra ancora maggiore come riscatto, e fa arrestare Victoria con l'accusa di complicità. Zorro svela l'inganno ai russi e Ramon è infine costretto a restituire il maltolto; la bambina può così ricongiungersi con la sua famiglia.
- Guest Star: George Innes (Ribikoff), Isabel Prins (Rosita).

## La leggenda comincia: la lama di Toledo
- Titolo originale: The Legend Begins: Part 1
- Diretto da: Ray Austin
- Scritto da: Robert L. McCullough

### Trama
L'Alcalde recluta con la forza i contadini per impiegarli nella realizzazione di una strada che collegherà Los Angeles al porto di San Pedro. Don Alejandro parte per Monterey per protestare formalmente con il governatore e l'Alcalde manda alcuni soldati ad eliminarlo; Zorro interviene ed evita il peggio, ma precipita in una scarpata e perde i sensi. Ritrovato da Felipe, Zorro, troppo debole per riuscire a muoversi, ripensa al proprio passato e ricorda perché ha scelto di indossare la maschera. Quattro anni prima, Diego viene inviato da Don Alejandro a Madrid per un periodo di studi; durante la sua permanenza, Diego si appassiona alla scienza e apprende la scherma sotto la guida del celebre spadaccino Sir Edmond Kendall. Richiamato a Los Angeles da Don Alejandro, preoccupato dallo strapotere di Luis Ramon, nominato di recente Alcalde, Diego assiste con i propri occhi ai soprusi di Ramon e decide di impiegare quanto appreso per proteggere la città.
- Guest Star: Peter Diamond (Sir Edmond Kendall).
- Altri interpreti: Nur Al Levi (Felipe da bambino), Jorge Bosso (caporale).

## La leggenda comincia: la volpe
- Titolo originale: The Legend Begins: Part 2
- Diretto da: Ray Austin
- Scritto da: Robert L. McCullough

### Trama
Nel passato, l'Alcalde arresta Victoria, colpevole di sobillare la popolazione contro di lui, e costringe i possidenti di Los Angeles a firmare un atto che legittima le sue azioni; don Alejandro rifiuta di collaborare e viene arrestato. Diego decide di intervenire e, dopo essersi mascherato, s'intrufola nelle prigioni e libera Victoria e don Alejandro; fattosi strada tra gli uomini dell'Alcalde e dopo aver facilmente sconfitto lo stesso Ramon, l'eroe si congeda presentandosi con il nome di "Zorro", ossia volpe in spagnolo, ispirandosi all'astuzia dell'omonimo animale. Nel presente, Mendoza guida i propri uomini alla ricerca del cadavere di Zorro mentre l'Alcalde in persona informa la popolazione della morte dell'eroe.
- Altri interpreti: Luis Lorenzo (caporale Gomez).

## La leggenda comincia: Tornado
- Titolo originale: The Legend Begins: Part 3
- Diretto da: Ray Austin
- Scritto da: Robert L. McCullough

### Trama
Zorro, con l'aiuto di Felipe e di Tornado, riesce a sfuggire a Mendoza e ai suoi uomini e ricorda l'inizio della sua amicizia con il suo fedele destriero. Subito dopo aver liberato Victoria e Don Alejandro, Diego decide di procurarsi un cavallo e individua uno splendido stallone nero che tenta di proteggere un puledro malato. Diego riesce a salvare il puledro e lo stallone, riconoscente, gli permette di domarlo. L'Alcalde arresta nuovamente Don Alejandro e lo condanna a morte con l'accusa di evasione, ma Zorro ferma l'esecuzione e ridicolizza l'Alcalde davanti all'intera popolazione imprimendogli per la prima volta il proprio simbolo, una "Z" sul panciotto; l'eroe promette alla gente di Los Angeles di proteggerla contro le ingiustizie e si congeda in sella allo stallone nero, che ha battezzato Tornado. Di nuovo nel presente, Zorro è ancora troppo debole per sfuggire ai soldati e al loro ritorno si prepara a morire combattendo.

## La leggenda comincia: un funerale per Zorro
- Titolo originale: The Legend Begins: Part 4
- Diretto da: Ray Austin
- Scritto da: Robert L. McCullough

### Trama
Nel presente, all'arrivo dei soldati, Zorro scopre che si tratta in realtà del solo Tornado, che è riuscito a spaventare i cavalli dei soldati, costringendo gli uomini a rientrare a Los Angeles; l'eroe riesce così a fare ritorno alla hacienda, dove ha modo di riprendersi. Victoria informa Diego che l'Alcalde, oltre ad aver imposto ulteriori tasse, ha organizzato un funerale per Zorro come ultimo sberleffo nei confronti dell'odiato nemico; Zorro, allora, contrattacca prendendo il posto del finto cadavere messo da Ramon nella bara e fingendo di resuscitare nel corso della cerimonia. L'eroe impone all'Alcalde di annullare le nuove tasse e i lavori forzati imposti approfittando della sua presunta morte; al rifiuto di Ramon, Zorro inscena un attacco da parte di un proprio inesistente esercito facendo esplodere alcuni fuochi d'artificio, e l'Alcalde, umiliato, è infine costretto a cedere.

## Mendoza, l'eroe del villaggio
- Titolo originale: Pride of the Pueblo
- Diretto da: Michael Levine
- Scritto da: Ted Alben, Greg Klein

### Trama
Jack Holten, un americano di colore, viene arrestato per essersi difeso dalle angherie dei soldati dell'Alcalde. I de la Vega tentano d'intercedere per Jack, ma Ramon è deciso ad essere particolarmente severo per fare buona impressione su un incaricato governativo che dovrà decidere se promuoverlo al comando della guarnigione di Monterey. Diego, sfruttando l'ambizione dell'Alcalde, suggerisce di organizzare un incontro di pugilato fra Jack e uno dei soldati per dimostrare all'incaricato il grado di preparazione dell'esercito; Jack accetta per poter avere indietro i documenti che provano il suo status di uomo libero, sottrattigli dall'Alcalde. Quest'ultimo, per essere certo della vittoria, decide di imbrogliare contrapponendo un brutale e forzuto paesano, ma Zorro interviene e l'Alcalde è infine costretto a ripiegare nientemeno che su Mendoza. Poiché la vittoria dell'imbranato sergente favorirebbe il trasferimento di Ramon, Diego trucca l'incontro imbevendo i guantoni di Mendoza con dell'etere, così che Jack venga sconfitto senza essere ferito; sfortunatamente, però, l'etere finisce per fare effetto su Mendoza, che perde miseramente. Vistosi sfumare il trasferimento, l'Alcalde si vendica incarcerando nuovamente Jack, ma Zorro libera l'americano e recupera i suoi documenti, permettendogli di andarsene per la sua strada.
- Guest Star: Philip Michael Thomas (Jack Holten).

## La confessione di Zorro
- Titolo originale: Honor Thy Father
- Diretto da: Ron Satlof
- Scritto da: Adam Tyler

### Trama
Due banditi rapinano i soldati che stavano portando le paghe della guarnigione di Los Angeles; Don Alejandro, intervenuto per caso, rimane ferito da un proiettile che gli procura un'infezione, lasciandolo in fin di vita. Il dottor Hernandez, che ha in cura Don Alejandro, spiega che l'unica cosa che potrebbe salvarlo è un farmaco sperimentale che gli era stato spedito assieme alle paghe; Zorro rintraccia i briganti e recupera la refurtiva, per poi consegnare i ladri all'Alcalde, che aveva inutilmente tentato di addossare ogni responsabilità all'eroe. Don Alejandro si riprende, e Diego, che gli aveva confessato di essere Zorro approfittando del suo stato d'incoscienza, decide di non rivelargli il proprio segreto.
- Guest Star: Dennis Vaughan (Dr. Hernandez).

## Il mago
- Titolo originale: The Magician
- Diretto da: Michael Vejar
- Scritto da: Ted Alben, Greg Klein

### Trama
A Los Angeles giunge Fouchard, affascinante prestigiatore giramondo che non tarda a conquistare l'ammirazione e la stima della gente. Poco tempo dopo, qualcuno rapina un grosso carico d'oro ricorrendo ad un trucco pirotecnico; Diego sospetta di Fouchard, ma il mago ha un alibi di ferro fornitogli da Victoria, che al momento del furto l'aveva visto dormire in camera sua. Per nulla convinto, Diego si introduce nella stanza di Fouchard e scopre il trucco: il prestigiatore ha infatti finto la propria presenza sfruttando un manichino e un mantice, rivelando che il ladro è in realtà proprio lui. Zorro smaschera Fouchard e lo sconfigge in maniera molto originale, ricorrendo lui stesso ad un gioco di prestigio.
- Guest Star: Nicholas Guest (Fouchard, il mago).

## L'inviato del re
- Titolo originale: A Deal With the Devil
- Diretto da: Ray Austin
- Scritto da: Suzanne Herrera

### Trama
Il colonnello Mefisto Palomarez, inviato del re di Spagna, giunge a Los Angeles per catturare Zorro. Palomarez, tristemente celebre per i suoi metodi spietati, prende il controllo del pueblo e decreta che ogni giorno una persona scelta a caso verrà impiccata finché Zorro non uscirà allo scoperto; il primo ad essere giustiziato sarà il sergente Mendoza. Persino l'Alcalde è inorridito e oltraggiato dai soprusi del colonnello, ma è comunque costretto a sottomettersi. Zorro sfida Palomarez a duello, ma il colonnello riesce a catturarlo con l'inganno e a metterlo in prigione; l'eroe, però, riesce a fuggire e ciò condanna a morte Mendoza, che si era visto concedere la grazia in seguito all'arresto di Zorro. All'alba, il sergente viene quindi condotto al patibolo, ma Zorro interviene e riesce ad allontanare gli uomini di Palomarez inscenando un attacco alla città. Zorro e il colonnello sono ora faccia a faccia e si affrontano; Palomarez, sconfitto, è costretto a lasciare Los Angeles in groppa ad un somaro, e a Los Angeles ritorna così la pace.
- Guest Star: Jim Carter (colonnello Mefisto Palomarez).

## Giù la maschera, Zorro!
- Titolo originale: Whereabouts
- Diretto da: Ron Satlof
- Scritto da: Jim Wells

### Trama
Sebastian Moreno, un celebre scrittore spagnolo, intende smascherare Zorro per poter scrivere un libro su di lui. Diego, preoccupato, assiste Moreno durante le interviste alla gente di Los Angeles e l'Alcalde decide a sua volta di far sorvegliare lo scrittore nella speranza di carpire qualche informazione su Zorro, ma senza successo. Dopo giorni di ricerche infruttuose, Moreno escogita un trucco per far uscire allo scoperto Zorro: farà sapere a tutti di essere riuscito a smascherare l'eroe in modo che sia lo stesso Zorro a venire da lui, certo di poter riconoscere l'eroe nonostante la maschera. L'Alcalde, sfortunatamente, prende per vera la voce e arresta Moreno per estorcergli la vera identità di Zorro; l'eroe interviene e salva la situazione, dopodiché invita Moreno a usare le sue doti di scrittore per aiutare la gente. Moreno comprende così che per il bene di tutti è necessario che l'identità di Zorro rimanga un segreto, e riparte per la propria strada.
- Guest Star: Philip Taylor (Sebastian Moreno).

## Un imbroglione imbrogliato
- Titolo originale: All That Glitters
- Diretto da: Peter Diamond
- Scritto da: Richard Freiman

### Trama
L'Alcalde viene informato che Leonardo Montez, un ladro arrestato da lui stesso per il furto di una gemma preziosa da una chiesa, è evaso di prigione e si sta dirigendo verso Los Angeles. Ramon capisce che Montez è tornato perché ha nascosto la gemma in città e decide di catturarlo per impadronirsi lui stesso il gioiello. Montez viene arrestato da Mendoza grazie ad una segnalazione di Victoria, ma si proclama innocente e Ramon decide di torturarlo per estorcergli l'ubicazione del nascondiglio; Zorro interviene e salva Montez, per poi tenerlo con sé in attesa di scoprire la verità. Felipe scopre che l'uomo ha realmente rubato la gemma, e Zorro, fingendo di credere alla sua innocenza, lo libera in modo che il ladro lo porti al gioiello. Messo fuori gioco l'Alcalde con una copia in cera del gioiello, Zorro segue Montez fino al vero nascondiglio e recupera la gemma, che poi restituisce alla chiesa da cui era stata trafugata. Montez deve così tornare in carcere, ma Zorro riferisce che l'uomo ha favorito il ritrovamento, facendogli ottenere una riduzione della pena; Montez, riconoscente, promette di diventare un uomo migliore.
- Guest Star: Valentine Pelka (Leonardo Montez).

## Un cavallo per Miguel
- Titolo originale: Child's Play
- Diretto da: Michael Levine
- Scritto da: Marta Victoria

### Trama
Il ricco don Antonio de Soto muore lasciando in eredità il proprio miglior cavallo, Fulmine, al piccolo Miguel, nipote di uno dei suoi più vecchi e fedeli braccianti. Don Pedro, l'arrogante figlio di Don Antonio, decide di scacciare tutti i contadini dalle sue terre e viene ridicolizzato da Zorro; fuggendo, Tornado viene ferito ad una zampa da don Pedro e Zorro è costretto temporaneamente a liberarlo. Tornado viene trovato proprio da Miguel, che lo cura e decide di tenerlo con sé. Zorro recupera il testamento di don Antonio e scopre che l'anziano nobiluomo ha lasciato le case ai contadini, esentandoli dal pagamento della relativa tassa e spiegando la fretta con cui don Pedro li sta sfrattando. Con l'aiuto di Victoria, Zorro riesce a fare in modo che don Pedro sia costretto a leggere il testamento in presenza di testimoni, ossia Miguel, il nonno del ragazzo e il sergente Mendoza, quest'ultimo in qualità di rappresentante della legge; svergognato, don Pedro promette di essere un buon padrone come lo era stato suo padre e cede Fulmine a Miguel, il quale restituisce di buon grado Tornado a Zorro.
- Altri interpreti: Dougray Scott (don Pedro de Soto), Joseph Boudy (nonno di Miguel), Noel Sansom (Miguel Santos).

## L'abito non fa il monaco
- Titolo originale: A Wolf in Sheep's Clothing
- Diretto da: Michael Vejar
- Scritto da: Paul Boorstin, Sharon Boorstin

### Trama
In seguito alla morte del precedente sacerdote, alla missione di Los Angeles viene inviato il successore, padre Benitez. Diego conosce già il religioso poiché ha avuto modo di intrattenere con lui una fitta corrispondenza e sa che è un uomo mite e amante dell'ornitologia, ma padre Benitez di persona si rivela assai diverso: tratta con durezza i contadini che lavorano alla missione, non sembra affatto interessato alla scienza e pretende ingenti offerte dai fedeli. Diego, esaminando le lettere inviategli da padre Benitez e la richiesta di fondi scritta dal religioso, si accorge che la calligrafia non corrisponde e capisce perciò che l'uomo giunto a Los Angeles è un impostore. Zorro scopre che il finto prete ha rubato alcune reliquie e lo smaschera durante la pubblica punizione di un ragazzo accusato ingiustamente del furto; l'impostore, il cui vero nome è Saragoza, riesce a fuggire e chiede un riscatto per il rilascio del vero padre Benitez. L'Alcalde non intende intervenire, ma Zorro salva Benitez e cattura Saragoza; padre Benitez può così prendere il proprio posto alla missione.
- Guest Star: Timothy Bateson (padre Benitez), John Benfield (Saragoza).
- Altri interpreti: Hector Donna (Carlos Hernandez), Maurice O'Connell (don Emilio).

## Mendoza e il fantasma
- Titolo originale: Ghost Story
- Diretto da: Michael Levine
- Scritto da: Paul Boorstin, Sharon Boorstin

### Trama
Mendoza eredita una hacienda che l'unico cameriere rimasto, Torres, riferisce essere infestata dal fantasma del proprietario originario. Durante la notte, il sergente viene visitato nientemeno che dallo spettro in questione, che gli intima di andarsene; la sera successiva, il fantasma si ripresenta durante una cena a cui sono presenti, oltre a Mendoza, Victoria, l'Alcalde e il nobile don Emilio, ma si dilegua all'arrivo di Zorro. Mendoza, a questo punto, decide di vendere la hacienda a don Emilio e tornare in caserma. Diego si reca alla hacienda per indagare e si accorge che gli stivali di Torres lasciano strane tracce; Zorro, a questo punto, capisce che è Torres a spacciarsi per il fantasma e riesce a farlo confessare facendosi passare lui stesso per lo spettro: il cameriere ammette così di aver fatto tutto dietro ordine di don Emilio, che intende acquistare la hacienda ad un prezzo stracciato perché il terreno sottostante è ricco di catrame, e Zorro li fa arrestare entrambi. Mendoza, che aveva comunque deciso di riprendere la vita militare, vende la hacienda a don Alejandro, che ne fa un orfanotrofio, e tutto si conclude per il meglio.
- Guest Star: Stephen Greif (Torres), Maurice O'Connell (don Emilio).

## Caccia all'uomo
- Titolo originale: The Bounty Hunters
- Diretto da: Michael Vejar
- Scritto da: Philip John Taylor

### Trama
Un carico d'oro viene attaccato da alcuni indiani che rubano tutto il denaro trasportato e soltanto uno dei cocchieri, Casey Hawkes, sopravvive. I de la Vega, che conoscono le tribù locali e sanno che si tratta di gente pacifica, sospettano che si tratti di un trucco dei veri colpevoli per addossare ogni responsabilità agli indiani, ma il governatore pone ugualmente una taglia sui rapinatori; ciò scatena inevitabilmente una vera e propria caccia alle streghe ai danni di tutti gli indiani della zona. Zorro assicura alla giustizia una banda di cacciatori di taglie, tra cui lo stesso Hawkes, ma l'Alcalde li fa rilasciare subito dopo con il pretesto di ritenere inaffidabile la parola di un fuorilegge. Zorro trova nella camera di Hawkes, alla locanda, una freccia uguale a quella utilizzata dai ladri: i veri rapinatori sono infatti Hawkes e alcuni complici, che tuttavia hanno commesso l'errore di tingere il pennacchio dei dardi con un tipo di tintura non utilizzata dagli indiani. Zorro sgomina gli uomini di Hawkes e fa arrestare il cocchiere, provandone la colpevolezza grazie ad una tecnica decisamente innovativa: la fotografia.
- Guest Star: Richard Yñiguez (Casey Hawkes), Pedro Losada (bandito).

## Una medium imprevidente
- Titolo originale: The Unhappy Medium
- Diretto da: Michael Levine
- Scritto da: Bruce Lansbury

### Trama
Miyatana, una donna gitana che viaggia di luogo in luogo assieme al suo assistente Ricardo Quintana, affascina l'intera Los Angeles con il suo presunto potere di comunicare con i morti. Zorro, sospettoso, indaga e scopre che i due sono in combutta con l'Alcalde, il quale ha messo loro a disposizione i registri cittadini per rendere credibili le sedute di Miyatana in cambio di una percentuale dei guadagni; Ramon, dopo essersi arricchito a sufficienza, vorrebbe mettere fine a tutto, ma Miyatana e Ricardo lo costringono a continuare dietro minaccia di rivelare la sua complicità nella truffa. Don Alejandro, che desidera mettersi in contatto con la defunta moglie, decide di rivolgersi a Miyatana e Diego gli consiglia di sincerarsi della buona fede della medium dandole un'informazione fasulla; la medium cade nel tranello e la truffa è svelata. L'Alcalde, non potendo arrestare Ricardo e Miyatana a causa del loro ricatto, fa in modo di risolvere la questione organizzando un duello tra Ricardo e don Diego, intervenuto in difesa del padre; al duello, però, si presenta invece Zorro, che restituisce il denaro rubato alla città e costringe l'Alcalde ad arrestare gli imbroglioni.
- Guest Star: Diane Civita (Miyatana), Emilio Lindner (Ricardo Quintana), Tony Isbert (Arturo).

## Sogni proibiti
- Titolo originale: An Explosive Situation
- Diretto da: Peter Diamond
- Scritto da: Philip John Taylor

### Trama
Otto mesi dopo la truffa di Miyatana, nel frattempo deceduta, i de la Vega, l'Alcalde, Mendoza e Victoria vengono presi in ostaggio da Ricardo Quintana, evaso di prigione e deciso a vendicarsi; Ricardo rinchiude tutti quanti nella locanda e li abbandona al loro destino dopo aver dato fuoco ad una miccia che entro pochi minuti farà esplodere un barile di polvere da sparo, uccidendoli. Sentendosi ormai perduti, i protagonisti riflettono sui loro desideri più profondi, sognando ciò che avrebbero voluto più di ogni altra cosa: Ramon si vede promosso a comandante della guarnigione di Monterey, Mendoza s'immagina nei panni di Alcalde e Victoria sogna di poter vivere finalmente la sua storia d'amore con Zorro, di cui è da sempre innamorata, ricambiata. All'ultimo istante, Diego riesce a spegnere la miccia versandoci sopra del vino e i protagonisti vengono infine liberati da Felipe, allarmato dall'assenza dei padroni; quanto a Ricardo, verrà arrestato da Zorro e rimandato in prigione.
- Guest Star: Emilio Lindner (Ricardo Quintana), Luis Lorenzo (caporale Gomez).

## Addio, Felipe!
- Titolo originale: Family Business
- Diretto da: Peter Diamond
- Scritto da: Philip John Taylor

### Trama
A Los Angeles arrivano il caporale Francisco Escalante, fratello di Victoria, e una donna misteriosa che afferma di essere la madre di Felipe. Quest'ultimo rimase orfano durante una violenta sommossa e fu tratto in salvo da Diego, sopraggiunto per caso; a causa del trauma subito, però, il ragazzo perse la memoria e l'uso della parola, così Diego gli diede un altro nome e gli fece da padre negli anni successivi. Felipe decide di partire con la madre, ma una volta lasciata la hacienda, la donna si rivela un'impostora intenzionata a sfruttare il ragazzo, molto somigliante al figlio di un ricco banchiere, per estorcere denaro a quest'ultimo; Zorro, grazie ad un'intuizione di Victoria, informata della somiglianza da Francisco, scopre tutto e arresta i due truffatori. L'Alcalde offre a Francisco il comando della guarnigione se il giovane riuscirà a catturare Zorro; il giovane caporale, accecato dall'ambizione, tenta dapprima di portare a termine l'impresa, ma alla fine capisce l'errore commesso e copre la fuga di Zorro, permettendo all'eroe di mettersi in salvo.
- Guest Star: Gerard Logan (Francisco Escalante), Hunter Tylo (señora del Reynoso).

#### Curiosità
- L'attrice Hunter Tylo, che più tardi avrebbe ottenuto la consacrazione a livello mondiale con Beautiful, all'epoca delle riprese era sposata con Michael Tylo, interprete dell'Alcalde.

## Il ritorno di Palomarez
- Titolo originale: Palomarez Returns
- Diretto da: Ray Austin
- Scritto da: Robert L. McCollough

### Trama
Il colonnello Palomarez ritorna a Los Angeles approfittando dell'assenza dell'Alcalde, a Monterey per affari, con un mandato reale che gli assicura tutte le terre della zona. Don Alejandro sfida Palomarez a provare la validità del documento e il colonnello, volendo evitare rivolte, accetta di mettere in piedi un tribunale del popolo: il giudice sarà il sergente Mendoza, che non essendo né un fittavolo né un proprietario terriero risulta essere imparziale. Zorro scopre che Palomarez intende vendere l'atto agli inglesi non appena Mendoza l'avrà convalidato; l'eroe esamina il documento, trovando che esso è in effetti fasullo, ma viene sorpreso dal colonnello e ferito con un potente veleno che lo ucciderà entro poche ore. Al tribunale, Diego dimostra la falsità del documento, dopodiché, con la complicità di Felipe, fa in modo che il colonnello creda di essere stato avvelenato a sua volta da Zorro, così da arrivare all'antidoto; l'idea ha buon esito e Zorro riesce a procurarsi la cura, salvandosi. Palomarez verrà infine scacciato e costretto a fuggire in Messico.
- Guest Star: Jim Carter (colonnello Mefisto Palomarez), Maurice O'Connell (Bickle).